# Lecanora subcrenulata
Lecanora subcrenulata är en lavart som beskrevs av Müll. Arg. Lecanora subcrenulata ingår i släktet Lecanora och familjen Lecanoraceae.   Inga underarter finns listade i Catalogue of Life.